# Pistolets optiques Dreamcast
 (novembre 2019).
Si vous disposez d'ouvrages ou d'articles de référence ou si vous connaissez des sites web de qualité traitant du thème abordé ici, merci de compléter l'article en donnant les références utiles à sa vérifiabilité et en les liant à la section « Notes et références ».
La console de jeu vidéo Dreamcast comprend plusieurs pistolets optiques (light guns) sortis entre les années 2000 et 2003. Le pistolet optique officiel conçu par Sega sort en Europe et en Asie, mais pas aux États-Unis en raison de préoccupations au sujet de la mauvaise presse peu après la fusillade de Columbine. Au lieu de ce modèle un pistolet optique sous licence officielle est lancé par Mad Catz sur le marché nord-américain.
De nombreux jeux sont compatibles avec les pistolets optiques Dreamcast, ainsi que divers titres homebrew. Ils fonctionnent avec un téléviseur à tube cathodique ou un moniteur VGA CRT en mode 640 × 480.

## Pistolets optiques officiels

### Dreamcast Gun

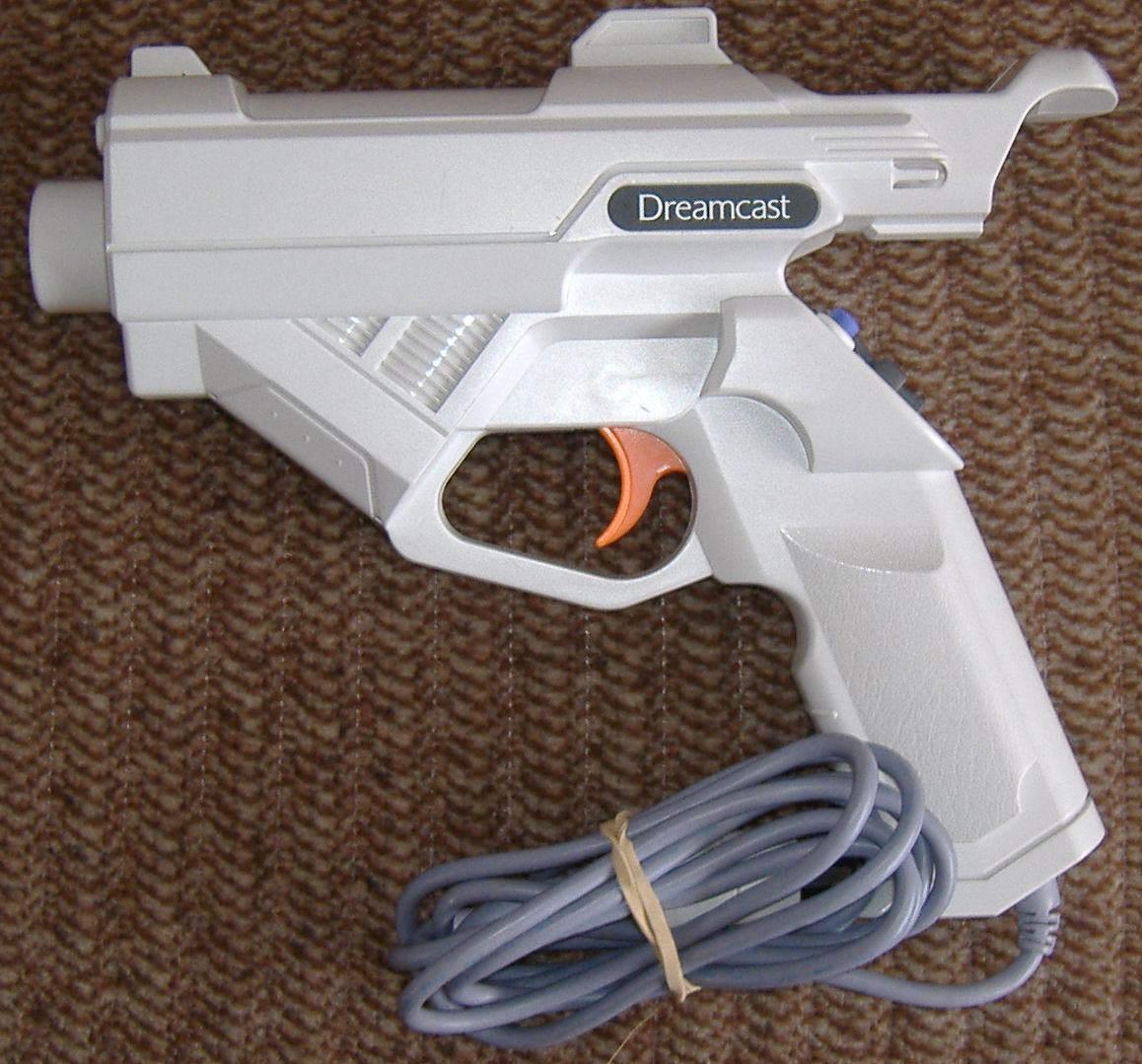
Pistolet optique officiel Dreamcast.

Le Dreamcast Gun est un pistolet optique sorti uniquement en Europe et Asie, où il est le périphérique officiel. Il fonctionne sur les consoles américaines, tout comme les autres périphériques Dreamcast il ne se limite pas à une zone géographique. Cependant, la plupart des jeux américains ont un zonage et ne fonctionnent pas avec le pistolet japonais; beaucoup d'entre eux affichent le message « Ce pistolet est incompatible en Amérique du Nord (HOTD2) » lors de son utilisation. La démarche est intentionnelle de la part de Sega, qui est préoccupé par la mauvaise presse peu après la fusillade de Columbine.
Au lieu de cela, Mad Catz sort un pistolet optique officiellement autorisé en Amérique, qui ne fonctionne qu'avec les jeux compatibles aux États-Unis. La version officielle du pistolet en Europe et en Asie ne fonctionne pas avec tous les jeux américains. Les consoles américaines peuvent exécuter des jeux japonais utilisant ce périphérique, étant donné que c'est le logiciel qui interdit une utilisation et non la console.
Le pistolet optique comporte une fente d'extension qui est compatible avec le VMU et le bloc de vibration Jump Pack.

### Dream Blaster
Le Dream Blaster de Mad Catz l'arme optique officielle de la Dreamcast aux États-Unis. Son design rappelle celui du Phaser Type-II vu dans la série originale télévisée Star Trek, qui peut, ou non, être intentionnel de la part de Mad Catz. Il dispose du logo officiel de Sega placé sur le côté de l'arme à feu, et imite également le Dreamcast Gun dans sa conception. Ce pistolet dispose également d'une fonction de rechargement automatique. Cependant, contrairement Star Fire Light Blaster, il manque le retardement, ce qui donne au joueur un flux infini de munitions.

## Pistolets optiques non officiels

### SRC Bio Gun

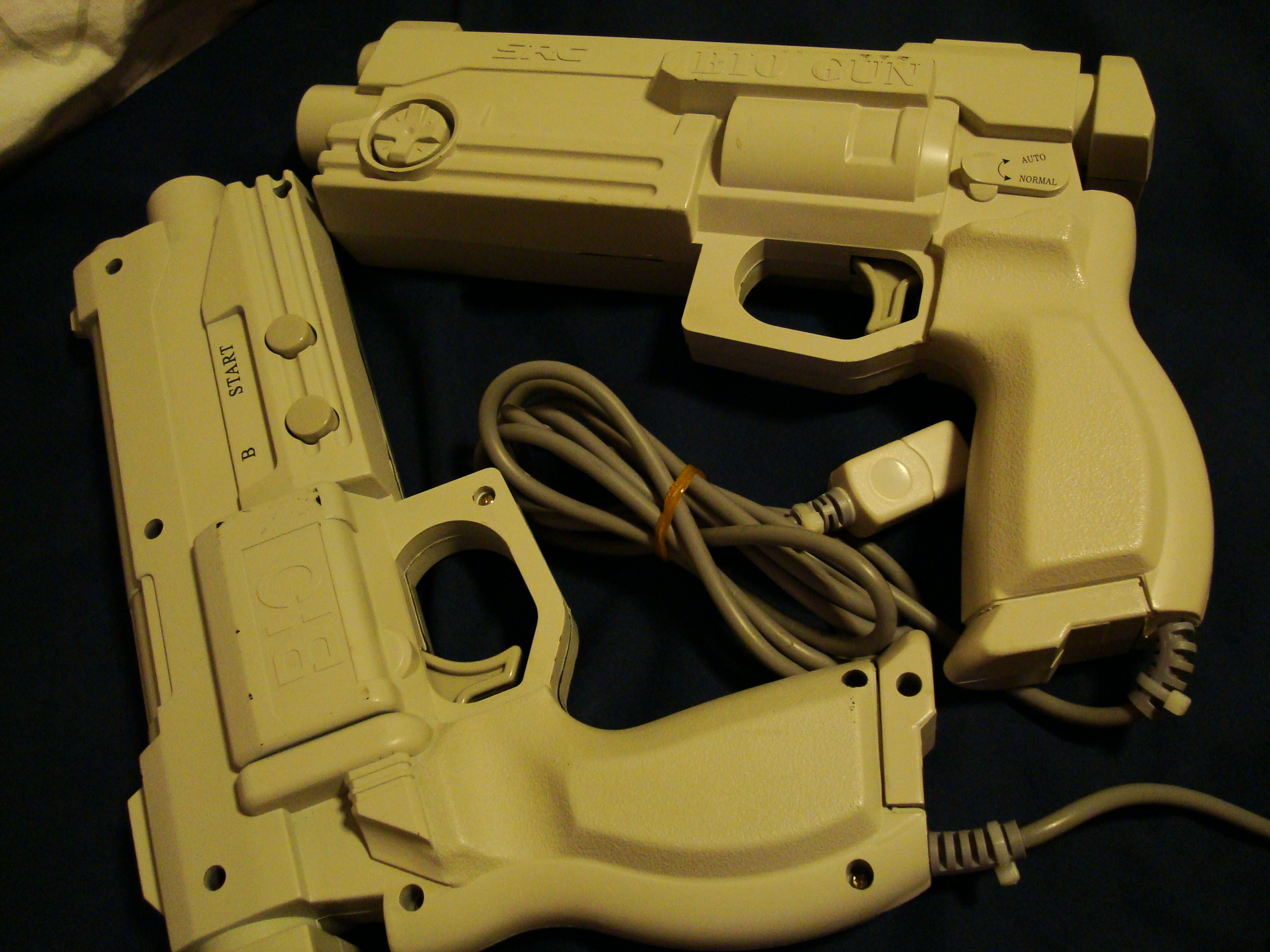
SRC Bio Gun.

Le Bio Gun est identique dans sa forme au pistolet optique officiel de la Saturn, mais est de couleur beige similaire à la Dreamcast. Il intègre le tir automatique et des fonctions de recharge automatique, une vibration interne, un pavé directionnel à 8 directions ainsi que des boutons B et Start.
Si le mode « Silent Scope » est choisi avec le sélecteur de mode, le joueur peut contrôler la portée à l'aide du pavé directionnel à 8 directions sur le côté, tout comme avec le stick analogique sur la manette de jeu. Il y a un sélecteur de mode sur le côté de l'arme, il propose deux modes, tir unique ou automatique.

## Jeux compatibles

### Jeux commerciaux
- Death Crimson OX (seule la version japonaise prend en charge les pistolets optiques européens)
- Death Crimson 2 (version japonaise uniquement)
- Demolition Racer: No Exit (version nord-américaine uniquement, le pistolet optique est utilisable dans le mini-jeu Big Car Hunter)
- Confidential Mission
- House of the Dead 2
- Star Wars: Demolition
- Virtua Cop 2 (dans le cadre du Sega Smash Pack en Amérique du Nord, et comme jeu standalone au Japon, il n'est pas sorti dans les régions PAL)

### Jeuxfreeware
- bloop
- SMSPlus
- NesterDC
- Pop a Cap
- Revolver